# Goričane
Goričane este o localitate din comuna Medvode, Slovenia, cu o populație de 529 de locuitori.